# Norman Perrin
Pour les articles homonymes, voir Perrin.
Norman Perrin, né le 11 février 1980 à Champéry en Suisse, est un joueur professionnel suisse de hockey sur glace.

## Carrière en club
Il joue professionnel de 1998 à 2010 dans les clubs suivants :
- 1999-2000 Genève-Servette Hockey Club (LNB)
- 2000-2001 Genève-Servette Hockey Club, Lausanne Hockey Club (LNB) et HC La Chaux-de-Fonds (LNA)
- 2001-2002 HC Viège (LNB)
- 2002-2003 HC Thurgovie (LNB)
- 2003-2004 HC Sierre-Anniviers (LNB)
- 2004-2005 Genève-Servette Hockey Club (LNA) et HC La Chaux-de-Fonds (LNB)
- 2005-2006 HC Martigny (LNB)
- 2006-2007 HC Sierre-Anniviers et HC La Chaux-de-Fonds (LNB)
- 2007-2008 HC Martigny (LNB)
- 2008-2009 Neuchâtel-Sports Young Sprinters HC (LNB)
- 2009-2010 HC Sion (1re ligue)